# Merseburg
Merseburg er en by i den tyske delstat Sachsen-Anhalt. Den er administrationsby for Saalekreis og ligger syd for Halle. Sammen med Halle og Bitterfeld-Wolfen danner den et industricenter: „Mitteldeutsches Chemiedreieck“, som strækker sig over delsatsgrænsen til Böhlen syd for Leipzig.

## Geografi
Merseburg ligger med den største del på den venstre bred af floden Saale, som i byområdet får tilløb af bifloden Geisel.

### Nabokommuner
Følgende komuner støder op til Merseburg (med uret fra nord):Schkopau, Friedensdorf, Kreypau, Leuna, Spergau, Beuna (Geiseltal) og Geusa.

### Bydele og landsbyer
- Merseburg,
- Annemariental,
- Elisabethhöhe,
- Freiimfelde,
- Kötzschen,
- Meuschau,
- Neumarkt,
- Trebnitz
- Werder.